# Henri de Gondi
Henri kardinal de Gondi, francoski rimskokatoliški duhovnik, škof in kardinal, * 1572, Pariz, † 14. avgust 1622.

## Življenjepis
2. novembra 1596 je bil imenovan za škofa Pariza; potrjen je bil 16. junija 1597 in posvečen 1. marca 1598.
26. marca 1618 je bil povzdignjen v kardinala.